# Punta Hoff
Punta Hoff (auch Bello Sur genannt) ist ein 5035 m hoher Berg in den Kordilleren.

## Lage
Er liegt circa 100 km östlich von Santiago de Chile in Chile und gehört zur Yeso-Kette. Der bis 1960 namenlose Berg wurde nach einem deutsch-chilenischen Bergsteiger benannt, welcher 1960 am Vulkan Tupungato erfroren ist.

## Besteigung
Der Punta Hoff war der letzte unbezwungene Berg mit über 5000 m Höhe in der Anden. 1959 scheiterte eine japanische Bergsteigergruppe beim Aufstieg über die Westflanke. Die Erstbesteigung des Punta Hoff gelang im Februar 1962 zwei Gruppen ostdeutscher und chilenischer Bergsteiger im Rahmen der DDR-Feuerland-Anden-Expedition (DAFEX) über die Ostflanke. Die Erstbesteiger am 23. Februar waren der Chilene Rubén Lamilla und die Deutschen Fritz Uhlig und Percy Stulz. Am 27. Februar 1962 folgten gleichfalls auf der Ostroute, welche jedoch streckenweise geändert und optimiert wurde, der Chilene José Arévalo und die Deutschen Klaus Nickel, Manfred Zielinski und Fritz Rudolph, was als gemeinsame Erstbesteigung durch beide Gruppen gewertet wird.